# Poeonoma nigribasis
Poeonoma nigribasis är en fjärilsart som beskrevs av François Louis Nompar de Caumont de Laporte 1974. Poeonoma nigribasis ingår i släktet Poeonoma och familjen nattflyn. Inga underarter finns listade i Catalogue of Life.